# Dellamorte Dellamore
Dellamorte Dellamore är en Italiensk film från 1994, regisserad av Michele Soavi och med filmmanus av Gianni Romoli. Filmen är en skräckkomedi med zombier, baserad på en roman av Tiziano Sclavi.

## Handling
Francesco Dellamorte är vaktmästare på en kyrkogård i en liten stad i norra Italien. De som dör återuppstår som zombier efter sju dagar och Francesco är tvungen att döda dem igen.

## Rollista
- Rupert Everett - Francesco Dellamorte
- François Hadji-Lazaro - Gnaghi
- Anna Falchi - "Hon"
- Mickey Knox - Kommissarie Straniero
- Fabiana Formica - Valentina Scanarotti
- Clive Riche - Dr. Verseci
- Katja Anton - Claudios flickvän
- Barbara Cupisti - Magda
- Anton Alexander - Franco
- Pietro Genuardi - Civardi
- Patrizia Punzo - Claudios mor
- Stefano Masciarelli - Borgmästare Scanarotti
- Vito Passeri - Den förste återvändaren
- Alessandro Zamattio - Claudio
- Marijn Koopman
- Renato Donis -  "Hennes" make
- Claudia Lawrence - Frk. Chiaromondo
- Francesca Gamba - Sjuksköterska på sjukhuset
- Elio Cesari - Munk
- Maurizio Romoli - Läkare på sjukhuset
- Maddalena Ischiale - Sjuksköterska
- Elena Fresco - Nunna